# Boma (ogrodzenie)
Boma – rodzaj ogrodzenia, konstrukcji stawianej wokół obozowiska lub wioski w Afryce w celu ochrony przed zwierzętami. Wykonana z dostępnych materiałów: kolczastych krzewów i gałęzi tak, jak zeriba. Wielka boma może być także rodzajem fortecy lub ufortyfikowanego obozu.